# Der Liebe verfallen
Der Liebe verfallen ist ein Liebesdrama von Ulu Grosbard aus dem Jahr 1984. Der Film lief ab dem 6. April 1985 in den US-amerikanischen Kinos.

## Handlung
Bauingenieur Frank, verheiratet und Vater zweier Kinder, begegnet während einer Einkaufstour vor Weihnachten in einer Buchhandlung Molly Gilmore, die mit einem Arzt verheiratet ist. Sie vertauschen versehentlich ihre Tüten und so kommt es an Heiligabend in beiden Familien beim Auspacken der Geschenke zu einer Überraschung wegen der vertauschten Bücher.
Nach den Feiertagen treffen sich Molly und Frank zufällig wieder, da sie die gleiche Zugverbindung zur Arbeit nutzen. Sie verstehen sich auf Anhieb so gut, dass sie ihren Tagesablauf fortan so einrichten, dass sie sich öfter begegnen. Sie fühlen sich zwar stark zueinander hingezogen, aber ihre moralische Grundhaltung verbietet es, dass sie eine Beziehung eingehen.
Molly ist hin- und hergerissen und sucht Rat bei ihrer Vorgesetzten und zugleich besten Freundin. Diese hat jedoch selbst ständig Probleme mit Männern und kann Molly auch nicht weiterhelfen.
Da keiner den Schritt wagt, aus seiner Partnerschaft auszubrechen, verlieren sie sich schließlich wieder aus den Augen, als Frank das Angebot annimmt, für sechs Monate beruflich nach Houston zu gehen. Ihre Gefühle füreinander haben in der Zwischenzeit dazu geführt, dass ihre Partnerschaften nicht mehr zu retten sind und sie sich von ihren Ehepartnern trennen.
Beim nächsten Weihnachtsfest ist Frank wieder zurück, um sein Haus zu verkaufen. Aus einer Laune heraus geht er wieder in den Buchladen, in dem er Molly vor einem Jahr getroffen hat und es kommt zum Wiedersehen. Sie schaffen es nicht, über ihre Trennungen zu sprechen und verpassen sich dadurch beinahe erneut, bis sie sich wieder im Zug begegnen und letztlich doch noch zueinander finden.

## Kritik
Das Lexikon des internationalen Films meint, die in dem Liebesdrama erzählte Geschichte sei „banal und oberflächlich“ und der Film daher „weitgehend langweilig“.

## Auszeichnungen (Auswahl)
Darstellerin Meryl Streep erhielt 1985 einen David di Donatello als beste ausländische Darstellerin.
Die Deutsche Film- und Medienbewertung FBW in Wiesbaden verlieh dem Film das Prädikat besonders wertvoll.